# 阿兰·约翰逊
阿兰·K·约翰逊（英語：Allen K. Johnson，1971年3月1日—），美国跨栏运动员，出生在华盛顿市，在1996年夏季奥林匹克运动会男子110米栏的比赛中赢得金牌。
毕业于北卡罗来纳大学的约翰逊是一名万能选手。在跳高，跳远，十项全能方面的能力也不逊于跨栏。2000年受伤病影响，在悉尼奥运会决赛上所有跨栏都被阿兰踢倒，最终只取得第4名，与奖牌无缘。
2004年的雅典奥运会第二次预选赛上，強森被跨栏绊倒，未能晋级决赛。

## 外部連結
- 阿兰·约翰逊在的頁面